# WWE Afterburn
WWE Afterburn é um programa de televisão produzido pela WWE,  que recapitula eventos que ocorrem no SmackDown. O Afterburn decorreu entre Maio de 2002 até Setembro de 2005 nos os EUA, transmitindo 172 episódios internamente antes de ser removido da distribuição. O show continua a ser exibido internacionalmente, como na África do Sul , Itália e sul da Ásia.

## Apresentadores
| Ano(s)           | Apresentadores |
| ---------------- | -------------- |
| 2002-2003        | Ivory          |
| 2003             | Rue DeBona     |
| 2003-2004        | Marc Loyd      |
| 2005             | Michael Cole   |
| 2003 - 2009      | Josh Mathews   |
| 2009 -2011       | Jack Korpela   |
| 2011 - 2012      | Matt Stricker  |
| 2012 - 2013      | Tony Dawson    |
| 2013 - 2015 2016 | Scott Stanford |
| 2014 - 2015      | Renee Young    |
| 2016 - presente  | Cathy Kelley   |